# John Boyd Dunlop
Pour les articles homonymes, voir Dunlop (homonymie).
John Boyd Dunlop, né le 5 février 1840 en Écosse et mort le 23 octobre 1921 à Dublin en Irlande du Sud, est un inventeur écossais, fondateur de la compagnie de pneumatiques qui porte son nom, Dunlop.

## Biographie

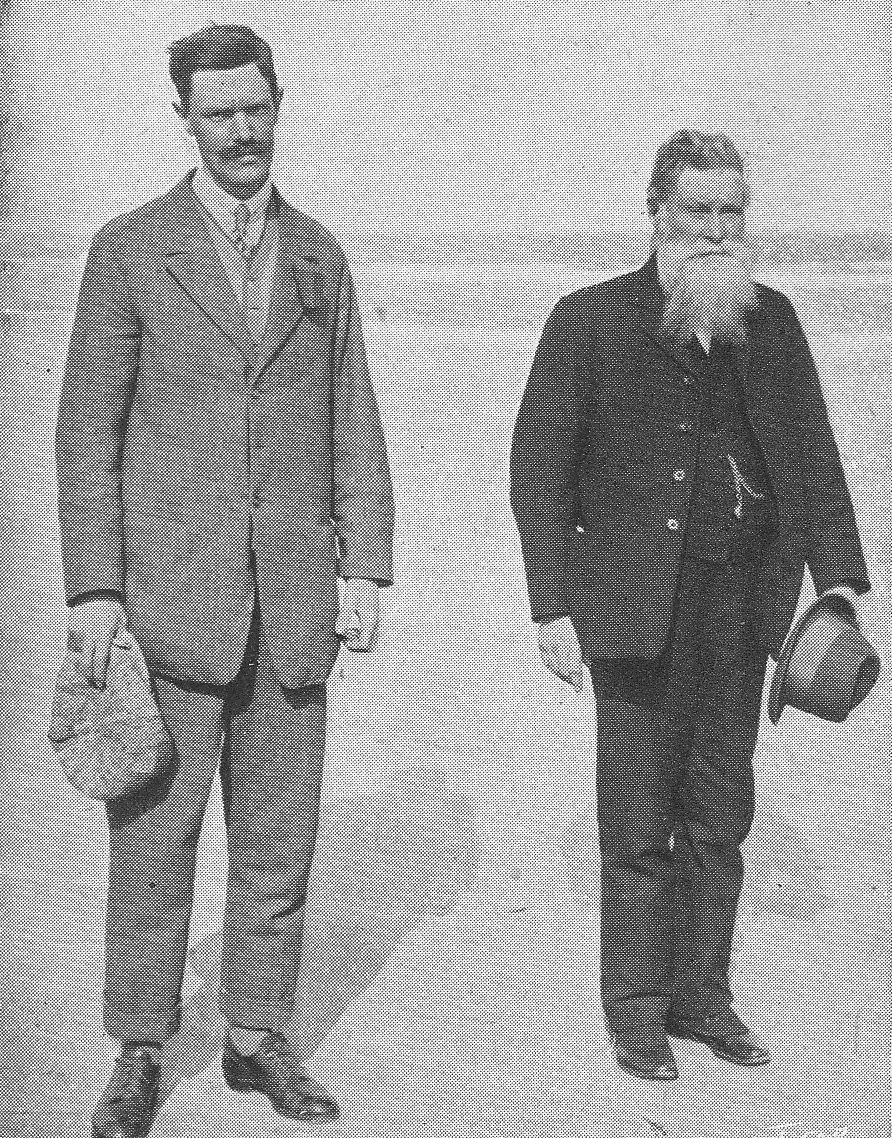
Dunlop père et fils (1909).

Il naît le 5 février 1840 dans une ferme à Dreghorn, comté de North Ayrshire. Il fait ensuite des études de chirurgien vétérinaire à l’université d'Édimbourg puis exercera cette profession pendant près de dix ans chez lui, avant de partir pour Belfast, en Irlande, en 1867.
Entre-temps, en 1839, Charles Goodyear dépose le brevet de la vulcanisation du caoutchouc et, en 1845, l’Écossais Robert William Thomson, invente le premier pneumatique à partir de bandage en caoutchouc collé sur une jante, dont il dépose un brevet en 1846. Hélas, le manque de robustesse du pneu et l’impossibilité de trouver une application pratique à son invention, font que William Thomson abandonne son brevet de « roue à air ».
En 1887, John Boyd Dunlop sans connaître paraît-il l'invention de W. Thomson, a l’idée d'entourer les roues en bois de la bicyclette de son fils avec des tubes en caoutchouc remplis d'air afin d’en améliorer le confort, le bruit, la vitesse et l'adhérence sur route.
Son pneumatique a un succès immédiat dans le monde du vélo, les grands champions de l’époque l’utilisent avec succès. John Boyd Dunlop dépose le brevet du pneu à air avec valve le 7 décembre 1888. Mais l'invention de Dunlop ne permet pas une réparation facile en cas de crevaison. En 1891 Édouard et André Michelin inventent le premier pneumatique démontable avec une chambre à air.
En marge du vélo, l’invention de Dunlop (et les innovations techniques des frères Michelin) arrive à une période cruciale du développement de l'automobile et surtout de la motocyclette, son invention trouve ainsi une application immédiate.
Dunlop cède son brevet à William Harvey du Cros (en) contre 1 500 parts de la compagnie nouvellement créée. Il n'aura pas fait grande fortune de son invention.